# Adeloneivaia catoxantha
Adeloneivaia catoxantha är en fjärilsart som beskrevs av Rothschild 1907. Adeloneivaia catoxantha ingår i släktet Adeloneivaia och familjen påfågelsspinnare. Inga underarter finns listade i Catalogue of Life.